# Alopecosa kuntzi
Alopecosa kuntzi är en spindelart som beskrevs av Denis 1953. Alopecosa kuntzi ingår i släktet Alopecosa och familjen vargspindlar. Inga underarter finns listade i Catalogue of Life.